# ミシェル・トロレ

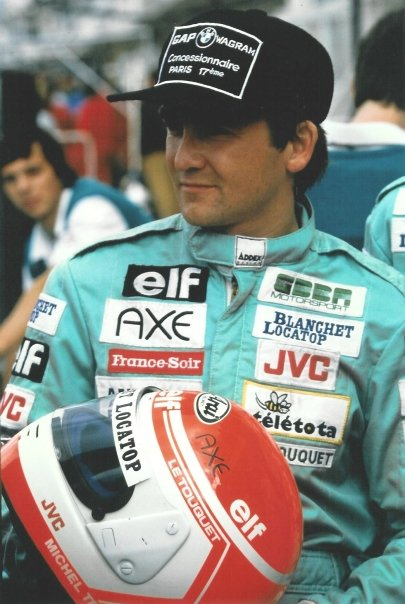
国際F3000参戦時のトロレ。

ミシェル・トロレ（Michel Trollé、1959年6月23日 - ）は、フランスの元レーシングドライバー。ランス出身。

## 経歴
1984年フランス・フォーミュラ・ルノー・ターボでキャリアを開始し、チャンピオンシップで2位となる。1985年にフランスF3選手権にステップアップし、2勝を挙げる。年間ではピエール＝アンリ・ラファネル、ヤニック・ダルマスに次ぐシリーズ3位となった。
1986年、オレカに移籍しフランスF3参戦、ダルマス、ジャン・アレジと争い、2年連続のランキング3位となった。マカオグランプリを含むいくつかの主要なF3レースにも参戦し、世界スポーツプロトタイプレースではジョン・フィッツパトリック・
レーシングに招かれ、ポルシェ・962Cで参加した。
1987年より参戦開始するルネ・アルヌーがフランスドライバー育成のため創設した新チームGDBAモータースポーツ（DAMSの原型チーム）に移籍し、国際F3000選手権へステップアップ。チームメイトはポール・ベルモンドだったが、トロレは常にベルモンドより速く走った。F3000での初レースで2位表彰台を獲得、続くスパ・フランコルシャンではF3000初優勝を果たし、年間ランキング6位を獲得。
1988年もGDBAから国際F3000に継続参戦し、チームメイトはオリビエ・グルイヤールに代わったが、やはりチームの主力はトロレであった。前年からの実績でトロレは次期F1ドライバーの有力候補に見なされ、ラルースやティレルと交渉していた。6月のル・マン24時間レースでは、マーチ・88Sでエントリーする日本の伊太利屋・チームルマンの一員として鈴木利男、ダニー・オンガイスと組んで参戦するなど、評価を高めていた。しかし、国際F3000第7戦ブランズ・ハッチでのプラクティスセッションで、トロレはディングル・デルから丘を登ったところに設けられた新しいシケインでクラッシュし、彼の乗るローラ・DFVは縁石で飛び跳ね、グラベルを通り抜けてフェンスにまっすぐに突っ込んだ。足をかなり負傷し、両足を失っていたかもしれない重度の怪我を負った。これによって彼のキャリアは大きく変わってしまった。なお、このブランズ・ハッチでのF3000決勝レースでは、グレガー・フォイテクが引き起こしたジョニー・ハーバートを含む多重クラッシュが発生し、ハーバートもトロレと同じく両足を失いかける重傷を負った。ブランズ・ハッチ戦後の週末に開催のF1ベルギーGPの会場にて、トロレはティレルの1989年のシート契約の暫定合意に署名する予定だったが、ブランズ・ハッチでの負傷のため実現しなかった。同年の国際F3000ランキングでは、最初の6レースで2度の表彰台を獲得したことで、事故後の欠場がありながらランキング11位となった。
以後は治療とリハビリテーションを続け、1990年5月にスポーツカー世界選手権 (WSPC)の第3戦シルバーストン480kmレースでクラージュ・コンペティションと契約、約2年ぶりとなるレース復帰を果たした。同年6月のル・マン24時間レースでは総合7位で完走した。その後もクラージュよりWSPCに参戦を続けるも、翌1991年6月のル・マン24時間レースを最後にレーシングドライバーを引退した。

## レース戦歴

### フランス・フォーミュラ3選手権
| 年     | エントラント       | シャーシ        | エンジン           | 1       | 2       | 3     | 4     | 5     | 6     | 7     | 8        | 9      | 10      | 11    | 12      | 順位 | ポイント |
| ------ | ------------------ | --------------- | ------------------ | ------- | ------- | ----- | ----- | ----- | ----- | ----- | -------- | ------ | ------- | ----- | ------- | ---- | -------- |
| 1985年 | エキュリー・エルフ | ラルト RT30     | フォルクスワーゲン | NOG 5   | MAG Ret | LED 1 | PAU 4 | LAC 2 | ROU 4 | DIJ 1 | LEC 11   | NOG2 6 | ALB Ret | CET 3 | LEC Ret | 3位  | 81       |
| 1986年 | オレカ             | マルティニ Mk49 | フォルクスワーゲン | NOG Ret | ALB 2   | MAG 1 | PAU 4 | LAC 2 | ROU   | LEC 6 | ALB2 Ret | BUG 2  | LED 2   | CET 1 |         | 3位  | 76       |

- 太字はポールポジション、斜字はファステストラップ。

### マカオグランプリ
| 年     | チーム           | 車両                 | 予選 | LEG1 | LEG2 | 総合順位 |
| ------ | ---------------- | -------------------- | ---- | ---- | ---- | -------- |
| 1986年 | オレカ チームelf | マルティニ Mk49 / VW | 11   | 5    | 6    | 6位      |

### 国際F3000選手権
| 年     | エントラント         | シャーシ       | エンジン       | 1     | 2       | 3       | 4       | 5       | 6       | 7       | 8       | 9      | 10    | 11      | 順位 | ポイント |
| ------ | -------------------- | -------------- | -------------- | ----- | ------- | ------- | ------- | ------- | ------- | ------- | ------- | ------ | ----- | ------- | ---- | -------- |
| 1987年 | GDBAモータースポーツ | ローラ・T87/50 | コスワース DFV | SIL 2 | VLL Ret | SPA 1   | PAU Ret | DON 5   | PER Ret | BRH 14  | BIR Ret | IMO 11 | BUG 3 | JAR Ret | 6位  | 16.5     |
| 1988年 | GDBAモータースポーツ | ローラ・T88/50 | コスワース DFV | JER 3 | VLL 6   | PAU Ret | SIL 12  | MNZ Ret | PER 3   | BRH DNQ | BIR     | BUG    | ZOL   | DIJ     | 11位 | 9        |

### ル・マン24時間レース
| 年     | エントラント                           | コ・ドライバー                            | 車両                      | クラス | 周回数 | 総合順位 | クラス順位 |
| ------ | -------------------------------------- | ----------------------------------------- | ------------------------- | ------ | ------ | -------- | ---------- |
| 1986年 | ジョン・フィッツパトリック・レーシング | フィリップ・アリオー パコ・ロメオ         | ポルシェ・962C            | C1     | 312    | 10位     | 8位        |
| 1987年 | ブルン・モータースポーツ               | ポール・ベルモンド ピエール・デ・トイジー | ポルシェ・962C            | C1     | 88     | DNF      | DNF        |
| 1988年 | 伊太利屋スポーツ チーム・ルマン        | ダニー・オンガイス 鈴木利男               | マーチ・88S-日産          | C1     | 74     | DNF      | DNF        |
| 1990年 | クラージュ・コンペティション           | パスカル・ファブル ライオネル・ロバート   | クラージュ・C24S-ポルシェ | C1     | 347    | 7位      | 7位        |
| 1991年 | クラージュ・コンペティション           | クロード・ブルボネ マルコ・ブランド       | クラージュ・C26S-ポルシェ | C2     | 293    | NC       | NC         |